# 協瑪堅遺址
協瑪堅遺址位於四川省阿壩州若爾蓋縣，文物遺址年代判定為新石器時代。2012年7月16日公佈為第八批四川省文物保護單位。

## 簡介[2]
協瑪堅遺址位於四川省阿壩藏族羌族自治州若爾蓋縣阿西鄉阿西村。遺址東西長8000公尺，南北寬500公尺，面積約4000000平方公尺。地表採集有彩陶、夾砂陶片、細石器、青銅器碎片、鐵器殘件、金簪、人頭蓋骨等遺物，且還發現有零星的地層堆積。根據採集的標本及周邊環境的分析，該遺址屬於新石器時代至漢代游牧文化營地遺址，為進一步探討黃河上游與長江上游史前文化譜系、川西北高原古代人地關係等課題提供了重要材料，具有重要研究價值。2010年，協瑪堅遺址被若爾蓋縣人民政府公佈為縣級文物保護單位。